# Boda accidentada
Boda accidentada es una película española de 1943 rodada en blanco y negro, dirigida por Ignacio F. Iquino y protagonizada por Mercedes Vecino y Luis Prendes. Es una comedia de enredos disparatados con algunos números musicales.

## Sinopsis
Ketty, perteneciente a una familia venida a menos, se encuentra alojada en el mismo hotel que don Cándido, un rico empresario conservero con el que se ha prometido en matrimonio para mejorar su fortuna. Allí la joven coquetea con diversos huéspedes mientras su novio se preocupa de su empresa. Al hotel llega Nico, buen amigo de Cándido que se encuentra completamente arruinado y busca la ayuda del conservero. Aunque los dos jóvenes comienzan profesándose una mutua antipatía, la ausencia de Cándido por negocios permitirá que cambien sus sentimientos. Finalmente Ketty renunciará a su boda de conveniencia para unirse a Nico.

## Producción
Como venía sucediendo desde ¿Quién me compra un lío?, Ignacio Iquino realizó la película para el productor Aureliano Campa, quien concertaba la producción con la potente Cifesa. A la gran productora valenciana le convenía compartir riesgos con pequeños productores independientes como Campa; además, estas pequeñas producciones compensaban las grandes inversiones de sus películas importantes. Campa producía películas económicas e intrascendentes, destinadas a entretener al público sin mayores pretensiones. Ello coincidía con el criterio de Iquino y agradaba a la censura franquista. El filme se iba a titular inicialmente Un adán para Ketty, pero el título se modificó antes del estreno.

## Guion
Iquino había publicado en 1938 una novela titulada ¡Gua... gua!, inspirada en el sentido del humor de Enrique Jardiel Poncela. Posteriormente, con la ayuda de su colaborador Francisco Prada, la adaptó para el teatro con el título Tu mujer es cosa mía. En ambas obras se inspiró para —de nuevo con la ayuda de Prada— elaborar el guion de Boda accidentada. La historia está ambientada en un hotel repleto de huéspedes ociosos y sin problemas económicos —la mayoría de ellos— a pesar de estar situada en la España de la dura posguerra. En ese sentido, conecta con la «alta comedia» estadounidense, si bien con medios muy modestos.

## Reparto
Iquino y Campa utilizaron en sus películas una especie de star system de serie B. Mercedes Vecino, protagonista indudable del filme, realiza una seductora interpretación de una coqueta cazafortunas. Por su parte, Luis Prendes encarna a un encantador sinvergüenza. Paco Martínez Soria es tan eficaz como siempre y resulta curioso verle interpretar a los cuarenta años a un personaje de mayor edad. Sin embargo, su profesor despistado —tanto que se casa tres veces porque no recuerda sus anteriores matrimonios— acaba resultando cargante por repetitivo y excesivo. Más breve y de mejor resultado es el personaje interpretado por la actriz cómica Mary Santpere. Como es frecuente, aparece también en un pequeño papel Teresa Idel, madre del director.
| Intérprete      | Rol           |
| --------------- | ------------- |
| Mercedes Vecino | Ketty         |
| Luis Prendes    | Nico          |
| Martínez Soria  | Profesor      |
| Antonio Murillo | D. Justiniano |
| Modesto Cid     | D. Severiano  |
| Mary Sampere    | Extranjera    |
| Pedro Mascaró   | D. Cándido    |
| José Jaspe      | Mario         |
| María Severini  | Marquesa      |
| Teresa Idel     | Duquesa       |
| Vicenta Ruiz    | Pura          |
| Víctor Merás    | Carlos        |

## Música

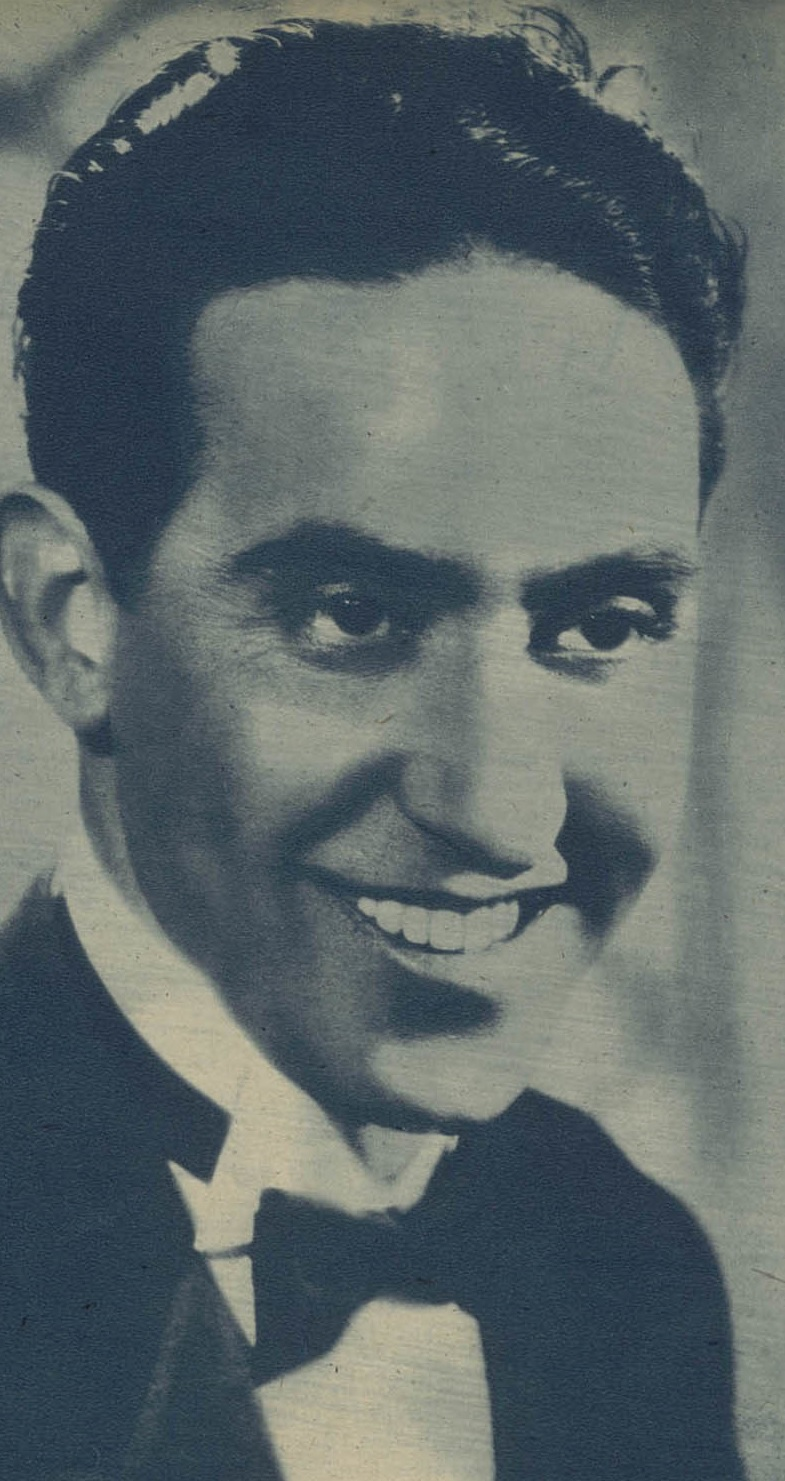
Luis Prendes interpreta al galán sinvergüenza.

Iquino vuelve a mostrar en este filme su gran afición a la música y, en especial, al jazz. Para la realización de la banda sonora volvió a contar con la colaboración de Juan Durán Alemany, quien ya había trabajado en El difunto es un vivo. El director inserta varios temas musicales como parte de la animación del hotel. Entre ellos hay una canción interpretada por Mercedes Vecino. También incluye a una big band dirigida por Martín Lizcano de la Rosa, lo que permite ver a los ociosos huéspedes bailando swing alocadamente.

## Recepción
En su momento, la revista Primer Plano elogió a los intérpretes, pero criticó duramente la dirección de Iquino al que consideraba «vulgar». Consideraba que la comicidad de la película era «chabacana» y las situaciones disparatadas y absurdas.
Años más tarde, Fernando Méndez-Leite es más benévolo en la valoración. Cree que el filme es un buen exponente del cine que hacía Iquino en aquella época «con singular acierto comercial». Elogia su «saludable comicidad» y su «puesta en escena muy cuidada», teniendo en cuenta que la obra está realizada con escasos medios y en poco tiempo.